# Capovolgo il mondo
Capovolgo il mondo è un singolo del cantante italiano Valerio Scanu, pubblicato il 22 giugno 2018 dall'etichetta discografica indipendente NatyLoveYou.

## Il brano
Il brano, è scritto da Davide Sartore, Emilio Munda e Diego Ceccon, mentre la produzione è stata affidata a Kikko Palmosi.

## Video musicale
Il videoclip è stato girato da Fabrizio Cestari, tra i protagonisti Swami Caputo (nota al pubblico per aver partecipato alla trasmissione Il Collegio su Rai 2) e Nicola Marino.

## Tracce
Download digitale
Testi e musiche di Davide Sartore, Emilio Munda, Diego Ceccon.
1. Capovolgo il mondo – 3:30